# Värtsilä

Wappen der ehemaligen Gemeinde Värtsilä (heute Wappen der Gemeinde Tohmajärvi)

Värtsilä [ˈværtsilæ] ist eine ehemalige Gemeinde in der finnischen Landschaft Nordkarelien. Sie entwickelte sich aus dem Industrieort Värtsilä (heute Wjartsilja), der seit 1944 zu Russland gehört, und besaß von 1920 bis 2004 die kommunale Selbstständigkeit.
Das am Fluss Jänisjoki gelegene Dorf Värtsilä gehörte ursprünglich zur Gemeinde Tohmajärvi. Im 19. Jahrhundert entwickelte es sich zu einem bedeutenden Industrieort. Den Anfang der Industrialisierung in Värstilä markiert der Bau eines Sägewerks im Jahr 1834. Der Industrielle Nils Ludvig Arppe übernahm dieses zwei Jahre später und gründete 1851 eine Eisenhütte. Aus dem Nachlass Arppes ging der Wärtsilä-Konzern hervor, der seinen Namen nach dem Ort trägt und heute Schiffsmotoren herstellt. Durch die Industrie wuchs Värtsilä stark an, sodass es 1920 als eigenständige Gemeinde aus Tohmajärvi gelöst wurde. Die Gemeinde Värtsilä umfasste neben dem gleichnamigen Hauptort einige umliegende Dörfer. Vor Beginn des Zweiten Weltkrieges hatte sie eine Fläche von 302,4 km² und rund 6.500 Einwohner.
Nach dem finnisch-sowjetischen Winterkrieg musste Finnland 1940 große Teile Kareliens an die Sowjetunion abtreten. Durch die neue Grenzziehung kamen zwei Drittel des Gemeindegebiets samt dem Hauptort Värtsilä an die Sowjetunion. Im Fortsetzungskrieg eroberten die Finnen Värtsilä 1941 zurück, mussten es aber nach Ende des Krieges 1944 wieder abtreten. Der nun auf russischer Seite gelegene Hauptort Värtsilä (heute Wjartsilja) war von den sowjetischen Truppen bei ihrem Abzug zu Beginn des Fortsetzungskrieges niedergebrannt worden, wurde nach dem Krieg aber wiederaufgebaut und ist heute eine Siedlung städtischen Typs im Rajon Sortawala der russischen Republik Karelien.
Die finnische Gemeinde Värtsilä existierte indes auf dem auf finnischer Seite verbliebenen Gebiet fort. Das Dorf Uusikylä wurde zum neuen Hauptort und wurde fortan oft ebenfalls als Värtsilä bezeichnet. Hier steht auch die 1950 erbaute neue Kirche von Värtsilä, die den im Krieg zerstörten Vorgängerbau aus dem Jahr 1867 ersetzte. Der Ort Uusi-Värtsilä („Neu-Värtsilä“) wurde neu gegründet. Die verkleinerte Gemeinde Värtsilä hatte nun noch eine Fläche von 135,9 km². Die Einwohnerzahl der Gemeinde verkleinerte sich durch die Landflucht stetig von 1.900 (1957) auf zuletzt nur wenig über 600. Daher fusionierte Värtsilä zum Jahresbeginn 2005 mit der Nachbargemeinde Tohmajärvi zur neuen Gemeinde Tohmajärvi.